# امامزاده محمد (دامغان)
امامزاده محمد مربوط به دوره تیموریان است و در دامغان، چهارراه چهار شیر، مجموعه امامزاده جعفر واقع شده و این اثر در تاریخ ۶ اسفند ۱۳۸۵ با شمارهٔ ثبت ۱۷۵۸۶ به‌عنوان یکی از آثار ملی ایران به ثبت رسیده است.

## نگارخانه

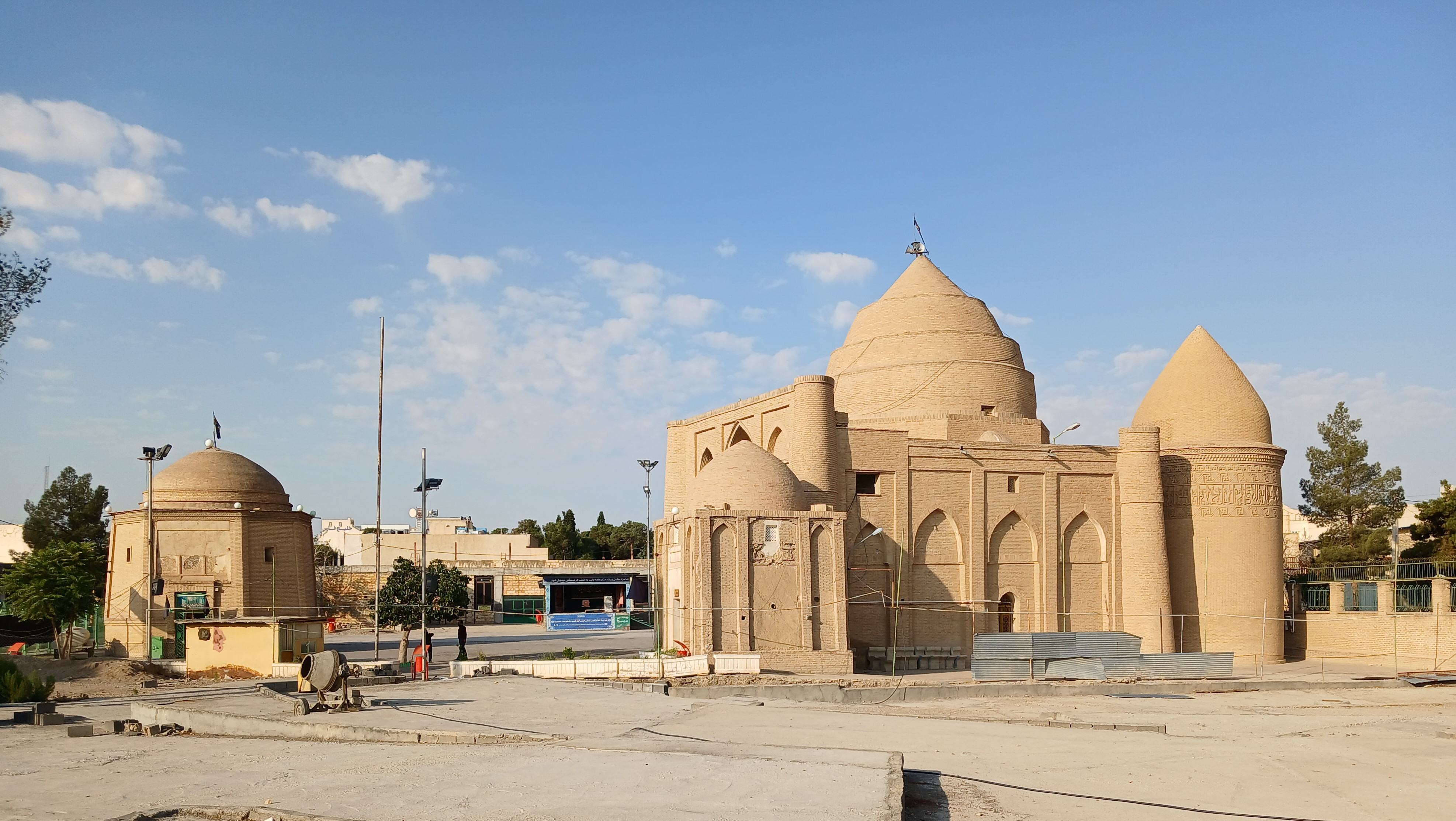
امامزاده محمد در داخل مجموعۀ امامزاده جعفر دامغان؛ بنای امامزاده در سمت چپ تصویر در کنار امامزاده جعفر (دامغان) (وسط) و آرامگاه چهل دختران دامغان (سمت راست)
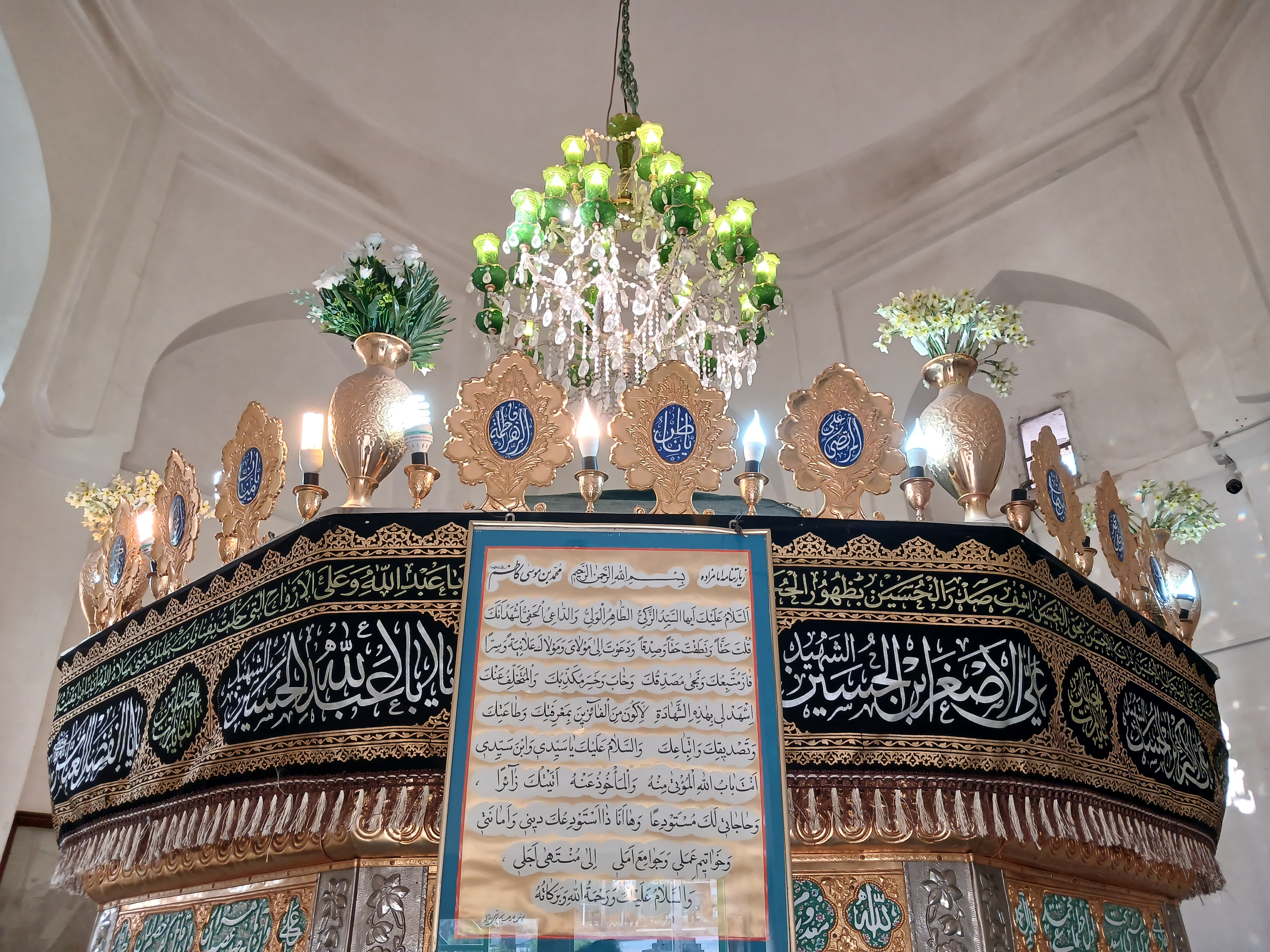
ضریح و زیارت نامۀ امامزاده
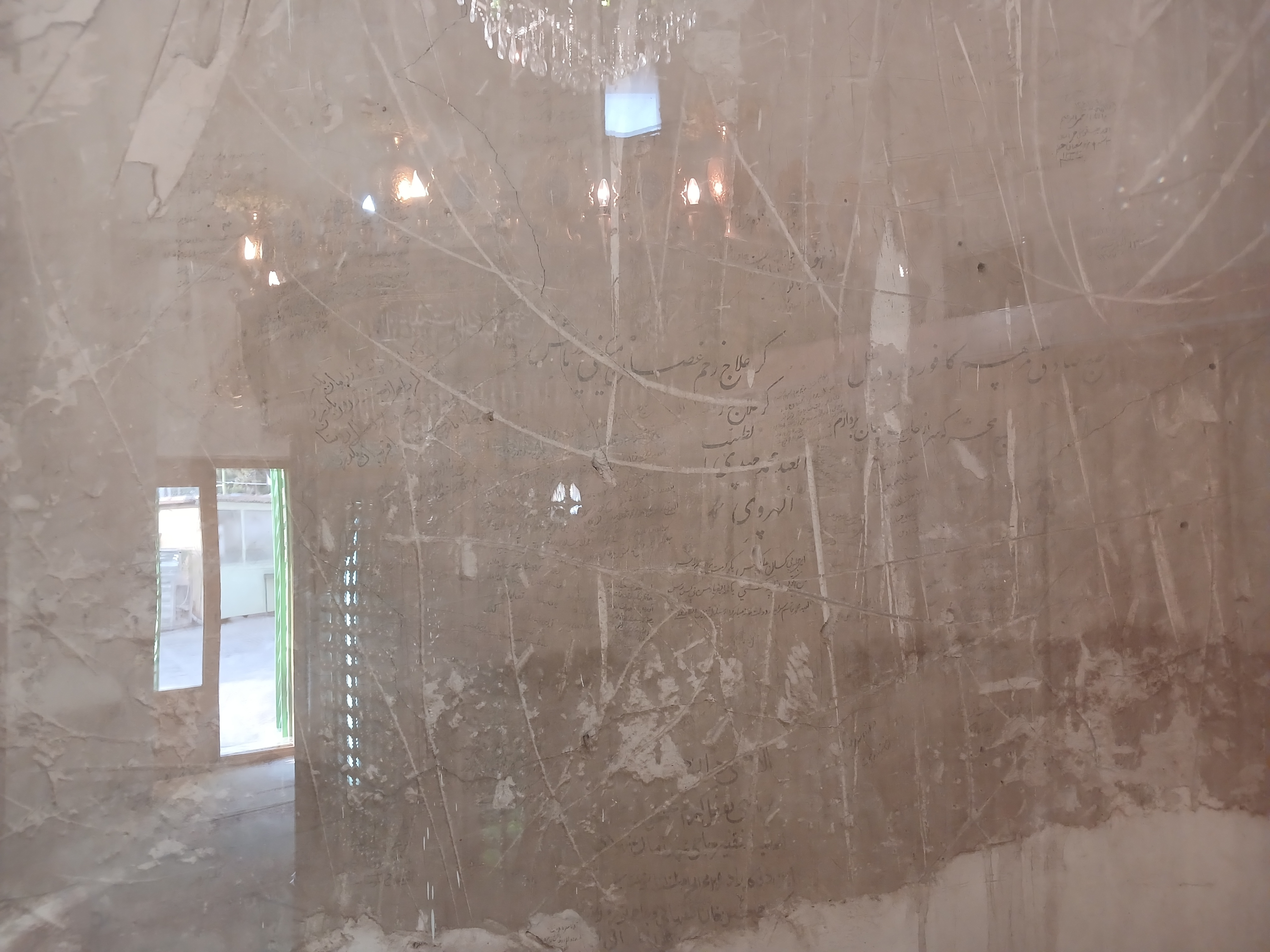
یادگاری های از دوران قدیم که برروی دیوار غربی امامزاده برجای مانده اند و در بازسازی بنا برای حفظ آنها، روی آنها را شیشه گرفته اند تا آسیبی نبینند